# فلادان فوكوسافليفيتش
فلادان فوكوسافليفيتش (بالصربية: Владан Вукосављевић) مواليد 6 أكتوبر 1984 في ياغودينا، جمهورية يوغوسلافيا الاشتراكية الاتحادية، هو لاعب كرة سلة صربي. بدأ مسيرته الاحترافية في سنة 2001.

## المسيرة الاحترافية
لعب مع نادي ريد ستار لكرة السلة في موسم 2002–2003، ثم لعب مع نادي أوستند لكرة السلة في سنة 2009، ثم لعب مع نادي رادنيتشكي كراغوييفاتس لكرة السلة في موسم 2010–2011.

## روابط خارجية
- فلادان فوكوسافليفيتش على موقع الاتحاد الدولي لكرة السلة (الإنجليزية)
- فلادان فوكوسافليفيتش على موقع الدوري الأوروبي لكرة السلة (الإنجليزية)
- فلادان فوكوسافليفيتش على موقع كرة السلة الأوروبية.كوم (الإنجليزية)
- فلادان فوكوسافليفيتش على موقع ريلجم (الإنجليزية)
- فلادان فوكوسافليفيتش على موقع بروبوليرز (الإنجليزية)
- فلادان فوكوسافليفيتش على موقع سبورتس رفرنس (الإنجليزية)